# ADR São José
ADR São José is een Braziliaanse voetbalclub uit Palmas in de staat Tocantins.

## Geschiedenis
De club werd opgericht op 31 januari 1997 als amateurteam. In 2006 werden ze een profclub en gingen in het Campeonato Tocantinense spelen. In 2007 speelde de club voor het eerst in de hoogste klasse en werd tiende. Het volgende seizoen degradeerde de club. Met een tweede plaats in de tweede klasse zorgde de club voor een onmiddellijke terugkeer en werd zesde. In 2011 volgde echter een nieuwe degradatie. 